# IEEE 802.11be
 (avril 2021).
La mise en forme du texte ne suit pas les recommandations de Wikipédia : il faut le « wikifier ».
Les points d'amélioration suivants sont les cas les plus fréquents. Le détail des points à revoir est peut-être précisé sur la page de discussion.
- Les titres sont pré-formatés par le logiciel. Ils ne sont ni en capitales, ni en gras.
- Le texte ne doit pas être écrit en capitales (les noms de famille non plus), ni en gras, ni en italique, ni en « petit »…
- Le gras n'est utilisé que pour surligner le titre de l'article dans l'introduction, une seule fois.
- L'italique est rarement utilisé : mots en langue étrangère, titres d'œuvres, noms de bateaux, etc.
- Les citations ne sont pas en italique mais en corps de texte normal. Elles sont entourées par des guillemets français : « et ».
- Les listes à puces sont à éviter, des paragraphes rédigés étant largement préférés. Les tableaux sont à réserver à la présentation de données structurées (résultats, etc.).
- Les appels de note de bas de page (petits chiffres en exposant, introduits par l'outil «  Source ») sont à placer entre la fin de phrase et le point final[comme ça].
- Les liens internes (vers d'autres articles de Wikipédia) sont à choisir avec parcimonie. Créez des liens vers des articles approfondissant le sujet. Les termes génériques sans rapport avec le sujet sont à éviter, ainsi que les répétitions de liens vers un même terme.
- Les liens externes sont à placer uniquement dans une section « Liens externes », à la fin de l'article. Ces liens sont à choisir avec parcimonie suivant les règles définies. Si un lien sert de source à l'article, son insertion dans le texte est à faire par les notes de bas de page.
- La présentation des références doit suivre les conventions bibliographiques. Il est recommandé d'utiliser les modèles {{Ouvrage}}, {{Chapitre}}, {{Article}}, {{Lien web}} et/ou {{Bibliographie}}. Le mode d'édition visuel peut mettre en forme automatiquement les références.
- Insérer une infobox (cadre d'informations à droite) n'est pas obligatoire pour parachever la mise en page.

Pour une aide détaillée, merci de consulter Aide:Wikification.
Si vous pensez que ces points ont été résolus, vous pouvez retirer ce bandeau et améliorer la mise en forme d'un autre article.
IEEE 802.11be (Extremely High Throughput : EHT) est l'un des prochains amendements prévus de la norme IEEE 802.11, et sera probablement désigné sous le nom Wi-Fi 7 ,. Il s'appuie sur la norme 802.11ax, en se concentrant sur le fonctionnement WLAN en intérieur et en extérieur, avec des vitesses plus élevées, en mode stationnaires et mode piéton, en utilisant les bandes de fréquences 2,4, 5 et 6 GHz .
Le développement de l'amendement 802.11be est en cours, avec un projet initial lancé en mars 2021 avec pour objectif une version finale et approuvée de la norme prévue pour décembre 2024.

## Fonctionnalités candidates
Les fonctionnalités candidates suivantes ont été mentionnées dans la demande d'autorisation de projet (PAR) 802.11be :
- Largeur de canal jusqu'à 320 MHz, utilisation efficace d'un spectre abondant,
- Fonctions d'agrégation multi-bande /multi-canal,
- 16 flux spatiaux, améliorations du protocole Multiple Input Multiple Output (MIMO),
- Coordination inter-points d'accès (AP) (coordination de transmissions et réceptions conjointes),
- Des protocoles d'adaptation de liaison et de retransmission plus avancés tels que la demande de répétition automatique hybride (HARQ),
- Adaptations pour être conforme aux réglementations nationales dans le spectre 6 GHz,
- Intégrer l'extension Time-Sensitive Networking (TSN) pour gérer le trafic en temps réel à faible latence (IEEE 802.11aa)[6].

## Fonctionnalités supplémentaires
En plus des fonctionnalités mentionnées lors de la réunion PAR, il existe plusieurs fonctionnalités nouvellement introduites:
- Nouvelle modulation 4096-QAM (4K-QAM),
- Introduction des largeurs de bande 320/160+160 MHz et 240/160+80 MHz pour les spectres encombré et abondant respectivement,
- Nouveau format de trame, compatibilité ascendante améliorée,
- Amélioration de l'allocation des ressources pour l'OFDMA,
- Amélioration du sondage du canal, temps de sondage réduit, sondage implicite du canal, méthode de gestion du préambule plus flexible,
- Prise en charge des liens directs, gérés par le point d'accès.